# Tammerfors universitet (1925–2018)

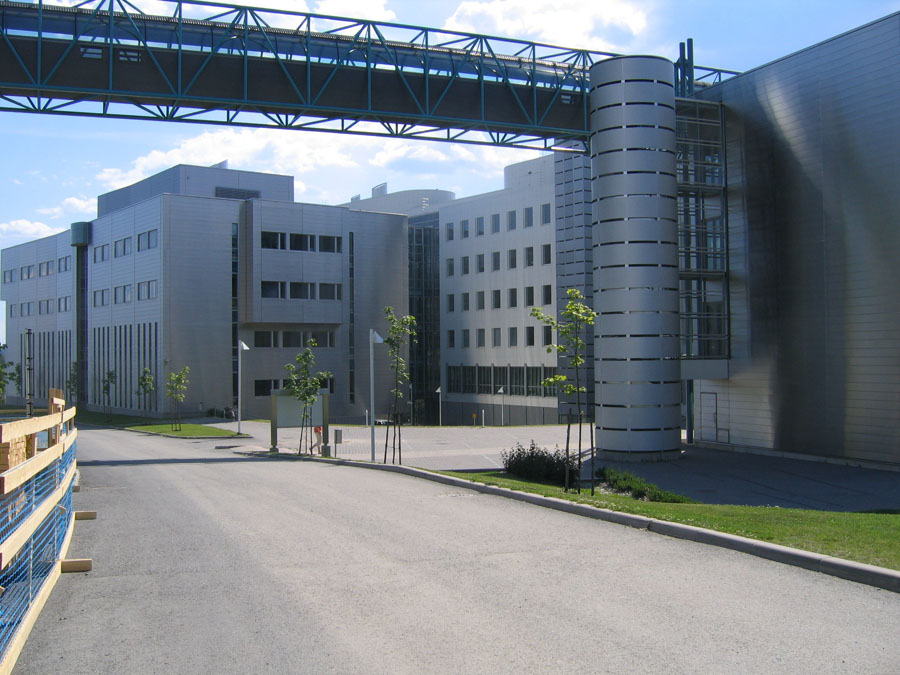
Tammerfors universitet

Tammerfors universitet (finska: Tampereen yliopisto, engelsk förkortning UTA) var beläget i Tammerfors och var Finlands fjärde största universitet. Omkring 15 000 studenter studerade vid universitet på 2010-talet.

## Historik
Tammerfors universitets rötter kan sökas i den folkhögskola som grundades i Berghäll i Helsingfors (1925), som 1930 började verka under namnet Samhälleliga högskolan. År 1956 överenskom högskolan och Tammerfors stad om en flytt till Tammerfors. Samma år (1960) färdigställdes huvudbyggnaden i Kaleva och institutionen fick namnet Tammerfors universitet 1966 och stadfästes 1974. I början av 2019 bildade universitetet tillsammans med Tammerfors tekniska universitet det nya Tammerfors universitet.

## Rektorslängd
- 1925–1932 Yrjö Ruutu
- 1932–1935 Eino Kuusi
- 1935–1945 Yrjö Ruutu
- 1945–1948 Urpo Harva
- 1948–1949 Antero Rinne
- 1949–1953 Yrjö Ruutu
- 1953–1954 V.J. Sukselainen
- 1954–1956 Tuttu Tarkiainen
- 1957–1962 Armas Nieminen
- 1962–1968 Paavo Koli
- 1969–1974 Jaakko Uotila
- 1975–1976 Erkki Pystynen
- 1976–1981 Reino Erma
- 1981–1987 Jarmo Visakorpi
- 1987–1993 Tarmo Pukkila
- 1993–1996 Jarmo Visakorpi
- 1996–1997 Uolevi Lehtinen
- 1998–2004 Jorma Sipilä
- 2004–2009 Krista Varantola
- 2009–2015 Kaija Holli
- 2016–2018 Liisa Laakso[2]